# Stegophylla
Stegophylla är ett släkte av insekter. Stegophylla ingår i familjen långrörsbladlöss.
Kladogram enligt Catalogue of Life:
| Stegophylla | \| \| Stegophylla essigi \| \| \| \| \| \| Stegophylla mugnozae \| \| \| \| \| \| Stegophylla quercicola \| \| \| \| \| \| Stegophylla quercifoliae \| \| \| \| \| \| Stegophylla quercina \| \| \| \| |
|             | \| \| Stegophylla essigi \| \| \| \| \| \| Stegophylla mugnozae \| \| \| \| \| \| Stegophylla quercicola \| \| \| \| \| \| Stegophylla quercifoliae \| \| \| \| \| \| Stegophylla quercina \| \| \| \| |
|             | Stegophylla essigi |
|             | |
|             | Stegophylla mugnozae |
|             | |
|             | Stegophylla quercicola |
|             | |
|             | Stegophylla quercifoliae |
|             | |
|             | Stegophylla quercina |
|             | |